# Skogsknipprot
Skogsknipprot (Epipactis helleborine) är en orkidé som växer vilt i Sverige. Den förekommer ganska sällsynt i örtrika skogar, på bergsbranter och vägkanter. Växten blir 30–80 cm hög och får i juli till augusti 15–50 violetta blommor med grön utsida.

### Källförteckning
- Stenberg, Lennart (2007). ”Orkidéer: Skogsknipprot”. Svensk fältflora. illustrationer av Mossberg, Bo. Stockholm: Wahlström & Widstrand. sid. 234. Libris 10600739. ISBN 9789146218005